# اوینیخول بوبونازارووا
اوینیخول بوبونازارووا (انگلیسی: Oinikhol Bobonazarova؛ زادهٔ ۱۰ ژوئن ۱۹۴۸) فعال حقوق بشر، و حقوقدان اهل تاجیکستان است.
وی همچنین برندهٔ جوایزی همچون جایزه بین‌المللی زنان شجاع شده‌است.